# 桓謙
桓 謙（かんけん）は、桓楚の第2代皇帝。在位404年-405年。父は桓沖。

## 生涯

### 誕生
生年は不詳だが桓沖の子供として生まれた。子供の頃の生活はよくわかっていない。

#### 桓楚の建国
403年に桓玄は東晋の安帝に禅譲を迫って帝位を奪い皇帝に即位して桓楚を建国した。
しかし翌404年劉裕が桓玄打倒のクーデターを起こした。これに敗れた桓玄は安帝を人質にして建康を脱出した。

#### 皇帝即位
404年、桓謙は皇帝に即位したが、翌405年すぐに安帝に禅譲した。
ここに桓楚は滅亡し、王朝は東晋に戻った。
しかし桓氏一族は兵を起こして抵抗する者も居た。

#### 死去
410年、桓謙は死去した。